# Четврта кордунашка ударна бригада
Алтернативни називи:
Прва кордунашка бригада
 Четврта народноослободилачка ударна бригада Хрватске
Прва бригада Осме дивизије НОВЈ
Четврта кордунашка ударна бригада формирана је 20. августа 1942. у Горњем Будачком на Кордуну од ударних батаљона Првог и Другог кордунашког НОП одреда и омладинског батаљона „Јожа Влаховић“. Приликом оснивања бројала је око 900 бораца. 2. децембра 1942. формиран је и Четврти батаљон бригаде, тако да је бригада у децембру бројала око 1.300 бораца.
Од формирања Осме дивизије, па до краја рата, Четврта кордунашка формацијски је била у саставу те дивизије, и учествовала је у операцијама дивизије и Четвртог корпуса.
Одликована је Орденом народног ослобођења, Орденом партизанске звезде и Орден братства и јединства.